# Тшаска (герб)

Герб Тшаска

Тша́ска (пол. Trzaska) — родовий герб польської, української, литовської та білоруської шляхти. 
Інші назви: Бя́ла (пол. Biała), Любе́ва (пол. Lubiewa).
Після Городельської унії 1413 року ряд гербів, в тому числі Тшаска, були також закріпленні за представниками литовсько-руської (української) шляхти, та відбулось зрівняння прав шляхти католицького віровизнання Королівства Польського та шляхти Великого князівства Литовського, Руського та Жемайтійського. 

## Опис герба
У блакитному полі золотий півмісяць, рогами звернений вгору, а під ним, так само як над ним, по мечу з ручкою, що має вигляд хреста. Та ж емблема на нашоломнику на хвості павича. Цей прапор був подарований Болеславом Хоробрим воїну на ім'я Тшаска. Герби Блажейовського (VIII, 139); Глінок (V, 103). Невелика видозміна цього прапора в гербі Булгаріних полягає в тому, що кінці мечів приховані під півмісяцями, що зустрічаються між собою (як у гербі Вукри). Герб покритий князівською мантією.

## Герб використовують
Балюкевичі (Balukiewicz), Бяла (Biala), Бялло (Biallo), Бялі (Bialy), Бейковські (Biejkowski), Белинські (Bielinski), Бельські (Bielski), Блажеєвські (Blazejewski, Blazejowski), Блажевичі (Blazewicz), Боґуші (Bogusz), Бучкевичі (Buczkiewicz), Будкевичі (Budkiewicz), Буткевичі (Butkiewicz), Хойнацькі (Chojnacki), Хойницькі, Хщоновські (Chrczonowski, Chrszczonowski), Хжонщевські (Chrzaszczewski, Chrzazczewski), Цишковські (Ciszkowski), Чарнолеські (Czarnoleski), Чусоловичі (Czusolowicz), Длуські (Dluski), Доманевські (Domaniewski), Дроженські (Drozenski), Дрожевські (Drozewski), Дурбські (Durbski), Дуткевичі (Dutkiewicz), Галинські (Galinski), Глинка (Glinka), Гняздовські (Gniazdowski), Голининські (Golininski), Голинські (Golinski), Голуховські (Goluchowski), Голинські (Golynski), Готковські (Gotkowski), Гутовські (Gutowski), Янчевські (Janczewski, Janczewski Glinka), Яржина (Jarzyna), Яржинські (Jarzynski), Кавечинські (Kawieczynski), Клечковські (Kleczkowski), Конопацькі (Konopacki), Котовські (Kotowski), Котутевичі (Kotutewicz), Котвицькі (Kotwicki), Краєвські (Krajewski), Курмановичі (Kurmanowicz), Курноховські (Kurnochoski, Kurnochowski), Личковський (Łyczkowski), Любиевські (Lubiejewski, Lubiewski), Любева (Lubiewa), Любевські (Lubiewski), Любкевичи (Lubkiewicz), Лашевські (Laszewski), Лушковські (Luszkowski), Мейдалон (Meydalon, Moydylon), Михальські (Michalski), Михаловські (Michalowski), Мгоровські (Mgorowski), Мсциховські (Mscichowski), Нагурські (Nagorski), Нартовські (Nartowski), Настейські (Nasteyski), Немировські (Niemirowski), Ольшевські (Olszewski), Пальмовські (Palmowski), Панцержинські (Pancerzynski), Паплинські (Paplinski), Понтковські (Patkowski), Пеляш (Pielasz), Подбельські (Podbielski), Подсендковські (Podsedkowski), Помаські (Pomaski), Поникевські (Ponikiewski), Поплавські (Poplawski), Поповські (Popowski), Пржилуські (Przyluski), Роецькі (Roiecki, Rojecki), Ротовські (Rotowski), Ричицькі (Ryczycki), Секлюцькі (Sieklucki), Семирадські (Siemiradzki), Слупецькі (Slupecki), Смосарські (Smosarski), Соколовські (Sokoloski, Sokolowski), Сьвєйковські (Świejkowscy), Щуцькі (Szczucki, Szucki), Швейковські (Szwejkowski), Шиговські (Szygoski, Szygowski, Szygowski na Szygach), Свенциковські (Swiecikowski), Свейковські (Swieykowski), Тархоминські (Tarchominski), Трусковські (Truskowski), Трушковські (Truszkowski), Тшаські (Trzaska, Trzasko), Тжасковські (Trzaskowski), Тржонковські (Trzakowski, Trzonkowski), Тиські (Tyski), Тишки (Tyszka, Tyszko), Вавжиковські (Wawrzykowski), Вавржишевські (Wawrzyszewski), Вендроговські (Wedrogoski, Wedrogowski), Велюньські (Wielunski), Вілевські (Wilewski), Висьневські (Wisniewski), Вишневські (Wiszniewski), Вольські (Wolski), Волкановські (Wolkanowski), Вибешинські (Wybieszynski), Вильчинські (Wylczynski), Вилєжинські (Wylezynski), Забєльські (Zabielski), Закшевські (Zakrzewski), Закшовські (Zakrzowski), Залеські (Zaleski), Заструські (Zastruski), Зимошарські (Zimoszarski), Журавські (Zorawski, Zurawski).